# 盧秀燕
盧秀燕（1961年8月31日—），中華民國政治人物，中國國民黨籍，現任臺中市市長。曾擔任記者、立法委員、臺灣省議員等。
從政生涯始於1994年，當時於臺中市選區當選為末屆臺灣省議會議員。1999年至2018年，連續當選六屆立法委員。2018年臺中市市長選舉，得票數勝過競選連任的林佳龍，當選為臺中縣市合併後第三任市長，也是首位中國國民黨籍女性市長；2022年臺中市市長選舉再度當選。

## 早年生涯及背景
盧秀燕生長於基隆市安樂區。父親盧會亭的祖籍在山東諸城，是韓戰中被美軍俘虜的中國人民志願軍，戰後前往台灣，母親為新竹人，是家中最年長的女兒。 盧秀芳是她的胞妹，現於擔任中視董事長兼總經理。
盧秀燕畢業於國立政治大學地政學系。往後擔任立法委員期間，取得淡江大學國際事務與戰略研究所碩士學位。
她在華視以「假愛心真歛財」系列報導獲頒第25屆金鐘獎電視新聞採訪獎。後來，她擔任華視晚間新聞氣象主播，並廣為人知。派駐臺中地區後，她擔任華視中部採訪主任。
盧秀燕駐臺中期間，透過友人介紹認識未來的丈夫廖述嘉。廖述嘉為地方政治人物廖繼魯之子，曾任省轄市時期臺中市議員、任務型國民大會代表等職。婚後，她在從政方面受丈夫家人影響和支持。

## 臺灣省議員（1994–1998年）
離開中華電視公司後，她在1994年於臺中市選區參選臺灣省議員，並以最高得票數當選。

## 立法委員（1998–2018年）
1998年底，她參選立法委員並當選。
她在2000年總統選舉表態支持連戰。
在2008年立法委員選舉中，她所在選區的競爭對手有沈智慧（同屬泛藍陣營，已連任六屆）、謝明源（已連任兩屆）等，最後以近十萬張得票數（為該次立法委員選舉臺中地區最高得票數）當選連任成功。
在2012年立法委員選舉中，她獲得近十三萬張選票（該次選舉臺中地區最高得票數），再度勝過謝明源。
2014年2月，時任臺中市市長胡志強表示將繼續尋求第四個任期，引來輿論質疑。其對手林佳龍的民意調查支持比率逐漸升高，一度傳出消息表示盧秀燕將替代胡志強競選，但遭胡志強否認。 2017年，盧秀燕受訪時表示確有此事。

在2016年立法委員選舉，她獲得近十一萬張選票，成為該次選舉中得票數最多的中國國民黨籍當選人。

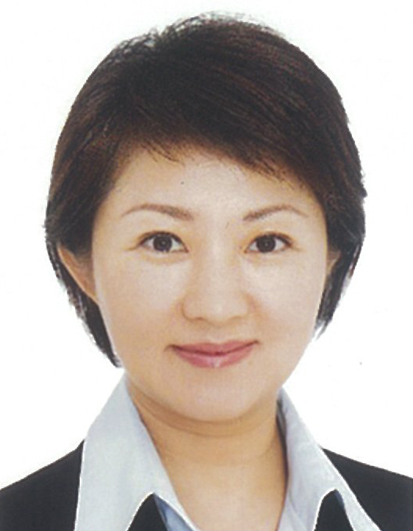
盧秀燕擔任第九屆立法委員時之立法院官方肖像照。

她在第九屆任內提出「公共場所母乳哺育條例修正案」及「規費法修正案」。 也向教育部爭取國立臺中教育大學附設實驗國民小學之圍牆及人行道整修改善經費。
2017年，她擔任第25屆立法院次級團體厚生會會長。

### 發起反空汙公投
盧秀燕2018年參與發起全國性公民投票案第7案，題目為「你是否同意以『平均每年至少降低1%』之方式逐年降低火力發電廠發電量？」並擔任領銜人。對此，經濟學者柏雲昌表示，若每年都減少，恐怕6年後（臺灣）將面臨缺電危機。 然而，盧秀燕認為，要求降低火力發電之比例，目標每年降低1%，非常穩健而溫和，且已有多國共同宣示棄用此種發電方式，是全球趨勢。
本案共提交49.7萬份連署書，其中18.2萬份不合規定佔36.77%，死亡連署為1.1萬人佔2.38%，合格數31.4萬份，超過門檻28.1萬份，中選會因而在同年10月決議成案。
同年11月24日，投票結果公布，「反空汙公投案」通過門檻，且同意票票數高於不同意票票數。行政院發言人谷辣斯·尤達卡回應，將指示經濟部審慎評估，提出具體作法。

## 臺中市市長（2018年至今）
在2018年的臺中市市長選舉中，她先於中國國民黨黨內初選以0.6%之得票數差距勝過江啟臣，獲該黨提名參選，後以20萬張選票之差距勝過對手林佳龍（時任臺中市市長）而當選，成為臺中縣市合併升格後首位女性市長，也是首位中國國民黨籍女性直轄市市長。
在2022年的臺中市長選舉中，她以27萬張得票數之差距勝過蔡其昌，連任成功。

### 「臺中山手線」計畫
2018年11月，盧秀燕於上任前表示，時任臺中市市長林佳龍推動之「台中山手線」計畫耗資約新臺幣一千億元（經可行性研究計畫總經費約新臺幣961億元，地方配合款274.46億元、中央政府補助532.78億元），但經濟效益低，且臺中地區道路及公車系統健全，因此不需此類計畫，並決定暫緩推動。
2018年12月，總統蔡英文在臺中參加座談會之場合，公開表示希望盧秀燕能支持此具「前瞻性」之計畫。 盧秀燕回應表示希望捷運之有關計劃「一起保障」，並要求「台中山手線」計畫改由中央政府全額補助。她表示原欲暫緩執行「台中山手線」計畫，因該計畫「排擠捷運預算」。對此，臺中市第三選舉區立法委員洪慈庸表示，臺中捷運藍線與「台中山手線」計畫之預算計畫根本不同，各自納入前瞻計畫之中。

### 要求中央全額補助
2020年4月，盧秀燕表示希望「台中山手線」計畫比照臺鐵臺中線豐原站與大慶站間之高架化工程，經費全由中央政府支出。對此，臺中市第一選舉區立法委員蔡其昌表示，若只是鐵路雙軌高架化，身為民意代表當然努力爭取，然而「台中山手線」計畫除既有路線外，涉及大甲經外埔至后里之新路線，涉及場站之開發，如同捷運之場站設立位置，以及設立場站是否附帶商場開發等，只有由臺中市政府發動和規劃，才有辦法完成。

### 臺中火力發電廠擴建
中央政府無視經濟部警告，規劃於2025年前使發電廠之燃煤機組除役，台電公司因此規劃於臺中火力發電廠（簡稱「中火」）新增兩部燃氣機組，但受阻於臺中市政府要求之都市設計審議程序而未能動工。 盧秀燕所領導之市府團隊對此表示支持「增燃氣、減燃煤」，表示因中央政府一直對人民保證不缺電，進而堅持台電先拆除燃煤機組後，市府才會同意其新設燃氣機組。 對此，長期研究臺灣空氣污染現象之學者莊秉潔表示，盧秀燕表面支持改燃氣，但「明知電力不足，還要拆機組」，無視此為中央政府能源政策造成之結果。
2021年6月，內政部營建署認為法定程序並未要求中火燃氣機組須經都市審議，只因盧秀燕簽核即要求增加額外程序，已超過法律授權之範圍；因此，行政院發予中火特種建築執照，以利其燃氣機組能在2025年加入發電行列，進而使燃煤機組在2026年除役。經濟部長王美花表示，2020年臺中地區用電量達330億度，已超過中火279億度之發電量，盧秀燕市府團隊先拆後建之政策將影響2.8%至3%之供電，在考量兼顧供電穩定及空污問題，應讓燃氣機組能早日加入發電行列。 王美花也宣布，可不經臺中市政府審議，逕由行政院核發建照以興建中火燃氣機組，並允諾以1部燃氣機組汰換2部燃煤機組及1座煙囪，以同時達穩定供電與減少空汙之雙重目標。對此，盧秀燕表示並不反對興建燃氣機組，但須「先拆再建」，否則中火將成為「全球最大火力發電廠」。 盧秀燕表示，中火於2019到2021年用煤量均超過1,200萬噸，市府團隊強調「反煤不反氣、增氣應拆煤」兩原則，呼籲中央政府不只可拆除4部燃煤機組，應順應減少碳排放量之潮流，汰舊換新，早日改善中臺灣空氣品質，而不是繼續「中電北送」。

### 石虎保育
在石虎之保育方面，盧秀燕市府團隊於上任後，依據臺中地區之石虎棲地調查報告等，檢討修正有關之保育自治條例草案內容並提送市議會，以期保育工作法制化，以達保育目標。2020年7月，「臺中市石虎保育自治條例」於市議會三讀通過，成為全臺繼苗栗縣後第二個通過有關法規之縣市；該法規對工程開發訂有石虎「熱區」，並規定每三年進行通盤檢討。市府團隊也已完成2017年至2019年石虎族群普查計劃。臺中市政府農業局表示，臺中市於常設「石虎保育委員會」及「石虎熱區」劃定及定期檢討等方面之規範，相較其他地區更加嚴格。

## 爭議事件

### 暫緩山海環線（台中山手線）計畫
確定當選台中市長後，盧秀燕於2018年11月28日謝票時向媒體表示，將修改林佳龍先前政策，暫緩興建「台中山手線」，主要考量經濟效益不大；她也表示該路線「花費約（新臺幣）1千億（元）的經費，環整個台中市卻要耗費兩小時時間，民眾搭乘意願一定很低。」
2018年11月29日，盧秀燕向中國國民黨籍前臺中市市長林柏榕就有關議題請益；同時，盧秀燕特別澄清僅是暫緩興建該路線，因爲「檢視財政預算後，認為蓋捷運效能比『山手線』高。」
2018年12月1日，總統蔡英文指示，「山手線」為臺灣中部重要軌道建設，期望能藉此帶動地區資源及人力整合，勸告盧秀燕多加考慮，表示將於兩人見面時更深入地交換有關意見；盧秀燕回應表示，中央政府若能保障捷運之興建預算，並保證給予「台中山手線」新臺幣一千億元之經費，「當然我們欣然接受」。 12月2日，時代力量籍立法委員洪慈庸在個人臉書專頁發文要求盧秀燕了解清楚「山手線」是否會排擠捷運藍線預算；市府團隊發言人吳皇昇表示尊重洪慈庸的發言。 12月3日，盧秀燕於接受媒體專訪時表示，提出「暫緩山手線」是為了測試中央政府和執政黨會否實踐政見承諾，並樂見蔡英文總統表示支持，希望進一步爭取中央政府全額補助。
《臺中市議會第3屆第5次定期會施政報告》指出大臺中山海環線計畫（包含山線高架延伸烏日、海線雙軌暨部分高架化及甲后線），市府已於2020年5月21日將報告書函送交通部審議；考量鐵路系統屬中央政府之財產，產權及營運皆歸屬於中央政府，市府將積極向中央政府爭取比照臺中都會區鐵路高架捷運化計畫，由中央政府全額負擔及興建。

### 台中世界花博合約
2019年1月31日，臺灣蘋果日報報導，世界花卉博覽會授權單位國際園藝生產者協會（AIPH）二度致函盧秀燕市府團隊，但該團隊遲遲未就免費入園一事說明，加上林佳龍市府團隊原應在去年12月給付AIPH新臺幣約1,250萬元門票收入抽成仍未繳納，要求盧秀燕市府團隊於2月2日前完成匯款，否則將終止2018年臺中世界花卉博覽會之主辦權。2019年3月4日，台中市政府與AIPH秘書長針對前後任市府所訂之票價政策、權利金以及契約內容進行協商，雙方最終達成共識。。

### 顏寬恒家族佔據國有地違建事件
2021年末至2022年初，台中市第二選區立法委員補選競選期間，中國國民黨籍候選人顏寬恒一再被質疑，其家族位於南屯之公共設施保留地（私人土地，但被規劃將來用於設置公共設施）違建未拆除完畢，位在龍井、沙鹿交界的莊園豪宅也佔用興建於國有地之上。台中市政府規劃之捷運藍線正英站附近又有多筆土地屬於其家族，盧秀燕因此遭諷為「顏家秘書」。
臺中市政府都市發展局經勘查確認違建後啟動有關作為，將顏家在南屯區817地號公保地上之建物拆除完畢，並依規定結案。沙鹿民宅則列入預定拆除名單；該局強調，違建處理依《建築法》有一定處理程序及規定，將秉持一貫立場依法行政，已興建完成的違章建築物如有公共安全疑慮，按《台中市違建拆除優先順序原則》，屬第三軌列管排拆案件者將優先處理。另外，有消息指出顏家沙鹿土地租予黃昏市場也有違建情況；承租人澄清，土地違建與顏家無關，已依法申請補照。至於龍井國有地違建部分，都市發展局確認已全數拆除，封閉道路無使用行為 。

### 降地價稅及遭控賣地圖利建商
2022年臺中市第二選舉區立法委員缺額補選當日，盧秀燕遭立場傾向民主進步黨之大眾傳媒指控涉及圖利建商及財團等；市府團隊隨即召開記者會，強調絕無賣地圖利特定建商之事。臺中市政府新聞局局長黃國瑋表示，在2014年時，胡志強市長已將北屯太原段列為社會住宅預定地，2016年時林佳龍市長已賣出一半土地，盧秀燕擔任市長後重新檢討需求，考量北屯已有4處社會住宅規劃及興建中，將地點改至西屯國安段，於2021年4月開工，總戶數更多。
臺中市政府於2020年調降土地公告地價稅達20%，遭媒體人張雅琴批評為為財團降低稅賦；張雅琴也稱盧秀燕將社會住宅用地售予財團，是「特權」、「霸凌年輕人」。前任臺中市新聞局局卓冠廷也指控盧秀燕在大量取消社會住宅的同時，將土地售予建商。對此，盧秀燕回應表示，她在上任後設定4年內興辦5,000戶社會住宅之目標，2021年已有5,508戶，預計2022年可達近7,000戶。
商用不動產業者世邦魏理仕（CBRE）於2021年8月發佈不動產投資市場年中回顧暨展望報告顯示，截至該月29日為止，全臺前十大土地交易案中，有4筆是由臺中市政府釋出，共成交新臺幣191億元。
時任臺中市政府都市發展局局長黃文彬也強調社會住宅規劃是為了「顧及區域均衡，易地後社宅總戶數更多」。 針對有關賣地指控，黃文彬表示：「太原段原址總面積近7.6公頃，林佳龍任內已售出約一半，金額23億3,720萬元。盧秀燕市長上任後，2019年依土地徵收條例規定，公開標售剩餘土地，所得約38億168萬元全數撥入《台中市實施平均地權基金》。」

### 指控法院是民進黨開的
2025年6月，盧秀燕在臺中市議會接受質詢時表示，「法院是執政黨開的」、「法院與大法官都是民進黨自己人」，引發中華民國法官協會嚴正抗議，譴責盧將司法用於政治操作，是對司法最廉價的踐踏。

## 選舉紀錄
| 年度 | 選舉屆數             | 選舉區           | 所屬政黨   | 得票數  | 得票率 | 當選標記 | 備註 |
| ---- | -------------------- | ---------------- | ---------- | ------- | ------ | -------- | ---- |
| 1994 | 第十屆臺灣省議員選舉 | 臺中市選舉區     | 中國國民黨 | 25,821  | 20.51% |          |      |
| 1998 | 第四屆立法委員選舉   | 臺中市選舉區     | 中國國民黨 | 41,898  | 11.47% |          |      |
| 2001 | 第五屆立法委員選舉   | 臺中市選舉區     | 中國國民黨 | 42,463  | 9.82%  |          |      |
| 2004 | 第六屆立法委員選舉   | 臺中市選舉區     | 中國國民黨 | 50,944  | 12.79% | [ 64 ]   |      |
| 2008 | 第七屆立法委員選舉   | 臺中市第二選舉區 | 中國國民黨 | 95,873  | 57.08% | [ 65 ]   |      |
| 2012 | 第八屆立法委員選舉   | 臺中市第五選舉區 | 中國國民黨 | 129,822 | 57.86% | [ 66 ]   |      |
| 2016 | 第九屆立法委員選舉   | 臺中市第五選舉區 | 中國國民黨 | 108,446 | 51.52% | [ 67 ]   |      |
| 2018 | 第三屆臺中市市長選舉 | 臺中市           | 中國國民黨 | 827,996 | 56.57% | [ 68 ]   |      |
| 2022 | 第四屆臺中市市長選舉 | 臺中市           | 中國國民黨 | 799,107 | 59.35% | [ 69 ]   |      |

## 獲獎紀錄
| 年份   | 獲提名                                                        | 獎項             | 結果 |
| ------ | ------------------------------------------------------------- | ---------------- | ---- |
| 1990年 | 《華視晚間新聞－假愛心真歛財系列報導》-電視新聞採訪獎（華視） | 第25屆電視金鐘獎 | 獲獎 |

## 外部連結
- 盧秀燕的Facebook專頁
- 盧秀燕的Instagram帳戶
- YouTube上的盧秀燕頻道
- 盧秀燕的Threads帳號 （页面存档备份，存于）
- 立法院盧秀燕委員簡介 （页面存档备份，存于）
- 盧秀燕－國會力量

| 中華民國政府職務 | 中華民國政府職務                       | 中華民國政府職務 |
| ---------------- | -------------------------------------- | ---------------- |
| 臺中市政府       |                                        |                  |
| 前任： 林佳龍    | 臺中市市長 第三、四屆 2018年12月25日－ | 現任             |